# لیگ برتر فوتبال ارمنستان ۲۰۰۵
لیگ برتر فوتبال ارمنستان ۲۰۰۵ (انگلیسی: 2005 Armenian Premier League) چهاردهمین فصل از زمان تأسیس آن بود.

## تیم‌های شرکت کننده
- لرناین آرتساخ از ایروان ارتقا یافت.
- کوتایک از آبوویان نام خود را به استقلال-کوتایک تغییر دادند.

| باشگاه          | شهر     | ورزشگاه                        | گنجایش |
| --------------- | ------- | ------------------------------ | ------ |
| بانانتس         | ایروان  | ورزشگاه آلاشکرت                | ۶٬۸۵۰  |
| اولیس           | ایروان  | ورزشگاه جمهوریت وازگن سارگسیان | ۱۴٬۹۶۸ |
| کوتایک          | آبوویان | ورزشگاه شهر آبوویان            | ۵٬۵۰۰  |
| کیلیکیا         | ایروان  | ورزشگاه هرازدان                | ۵۵٬۰۰۰ |
| لرناگورتس کاپان | کاپان   | ورزشگاه گاندزاسار              | ۳٬۵۰۰  |
| لرناین آرتساخ   | ایروان  | ورزشگاه هرازدان                | ۵۵٬۰۰۰ |
| میکا            | آشتاراک | ورزشگاه کاساغی مارزیک          | ۳٬۵۰۰  |
| پیونیک          | ایروان  | ورزشگاه جمهوریت وازگن سارگسیان | ۱۴٬۹۶۸ |
| شیراک           | گیومری  | ورزشگاه شهر گیومری             | ۲٬۸۴۴  |

## جدول لیگ

### دور اول
| مقام | تیم             | P  | W  | D | L  | F  | A  | GD  | Pts |
| ---- | --------------- | -- | -- | - | -- | -- | -- | --- | --- |
| 1    | پیونیک          | ۱۶ | ۱۱ | ۵ | ۰  | ۳۲ | ۶  | +۲۶ | ۳۸  |
| 2    | میکا            | ۱۶ | ۱۰ | ۵ | ۱  | ۲۷ | ۱۱ | +۱۶ | ۳۵  |
| 3    | بانانتس         | ۱۶ | ۱۰ | ۴ | ۲  | ۳۲ | ۱۷ | +۱۵ | ۳۴  |
| 4    | کوتایک          | ۱۶ | ۷  | ۷ | ۲  | ۲۸ | ۱۵ | +۱۳ | ۲۸  |
| 5    | کیلیکیا         | ۱۶ | ۶  | ۳ | ۷  | ۲۹ | ۲۵ | +۴  | ۲۱  |
| 6    | اولیس           | ۱۶ | ۴  | ۳ | ۹  | ۲۰ | ۲۶ | -۶  | ۱۵  |
| 7    | شیراک           | ۱۶ | ۳  | ۲ | ۱۱ | ۱۸ | ۳۴ | -۱۶ | ۱۱  |
| 8    | لرناگورتس کاپان | ۱۶ | ۳  | ۱ | ۱۲ | ۹  | ۳۸ | -۲۹ | ۱۰  |
| 9    | لرناین آرتساخ   | ۱۶ | ۳  | ۰ | ۱۳ | ۱۴ | ۳۷ | -۲۳ | ۹   |

|  | ۶ تیم برتر به مرحله حذفی راه یافتند                                      |
|  | سه تیم پایین جدول به دسته پایین‌تر سقوط می‌کنند پلی‌آف .                    |
|  | پس از ۱۱ بازی انصراف داد، در سایر مسابقات نتیجه ۰-۳ به نفع آنها اعلام شد |

Pld = بازی‌های انجام‌شده; W = بازی‌های برده; D = بازی‌های مساوی; L = بازی‌های باخته; GF = گل زده; GA = گل خورده; GD = تفاضل گل; Pts = امتیازات

### دور قهرمانی
| مقام | تیم     | P  | W | D | L | F  | A  | GD  | Pts |
| ---- | ------- | -- | - | - | - | -- | -- | --- | --- |
| 1    | پیونیک  | ۱۰ | ۶ | ۴ | ۰ | ۱۶ | ۴  | +۱۲ | ۲۲  |
| 2    | میکا    | ۱۰ | ۴ | ۵ | ۱ | ۱۵ | ۹  | +۶  | ۱۷  |
| 3    | بانانتس | ۱۰ | ۴ | ۴ | ۲ | ۱۴ | ۱۳ | +۱  | ۱۶  |
| 4    | کوتایک  | ۱۰ | ۲ | ۶ | ۲ | ۱۲ | ۱۱ | +۱  | ۱۲  |
| 5    | کیلیکیا | ۱۰ | ۱ | ۳ | ۶ | ۱۰ | ۲۰ | -۱۰ | ۶   |
| 6    | اولیس   | ۱۰ | ۱ | ۲ | ۷ | ۸  | ۱۸ | -۱۰ | ۵   |

### رده‌بندی نهایی
| مقام | تیم     | P  | W  | D | L  | F  | A  | GD  | Pts |
| ---- | ------- | -- | -- | - | -- | -- | -- | --- | --- |
| 1    | پیونیک  | ۲۰ | ۱۱ | ۶ | ۳  | ۳۵ | ۱۵ | +۲۰ | ۳۹  |
| 2    | میکا    | ۲۰ | ۹  | ۸ | ۳  | ۳۰ | ۱۶ | +۲۴ | ۳۵  |
| 3    | بانانتس | ۲۰ | ۹  | ۶ | ۵  | ۳۱ | ۲۷ | +۴  | ۳۳  |
| 4    | کوتایک  | ۲۰ | ۸  | ۷ | ۵  | ۲۲ | ۱۹ | +۳  | ۳۱  |
| 5    | کیلیکیا | ۲۰ | ۴  | ۵ | ۱۱ | ۲۰ | ۳۲ | -۱۲ | ۱۷  |
| 6    | اولیس   | ۲۰ | ۲  | ۲ | ۱۶ | ۱۲ | ۴۱ | -۲۹ | ۸   |

|  | قهرمانی |

Pld = بازی‌های انجام‌شده; W = بازی‌های برده; D = بازی‌های مساوی; L = بازی‌های باخته; GF = گل زده; GA = گل خورده; GD = تفاضل گل; Pts = امتیازات

### مرحله سقوط
| مقام | تیم             | P  | W | D | L  | F  | A  | GD  | Pts |
| ---- | --------------- | -- | - | - | -- | -- | -- | --- | --- |
| 7    | لرناگورتس کاپان | ۱۸ | ۴ | ۲ | ۱۲ | ۱۱ | ۳۹ | -۲۸ | ۱۴  |
| 8    | شیراک           | ۱۸ | ۳ | ۳ | ۱۲ | ۱۹ | ۳۶ | -۱۷ | ۱۲  |
| 9    | لرناین آرتساخ   | ۱۶ | ۳ | ۰ | ۱۳ | ۱۴ | ۳۷ | -۲۳ | ۹   |

|  | سقوط/صعود پلی‌آف.                                |
|  | کناره‌گیر و سقوط به لیگ دسته اول فوتبال ارمنستان |

## سقوط/صعود پلی‌آف
| تاریخ    | ورزشگاه | باشگاه PL | نتیجه | باشگاه FL | اطلاعات                     |
| -------- | ------- | --------- | ----- | --------- | --------------------------- |
| 22 اکتبر | نامعلوم | شیراک     | ۵ - ۱ | گاندزاسار | شیراک در لیگ برتر باقی ماند |